# 周士昌
周士昌（1583年—？），字小翼，號心濂，四川成都府內江縣人，軍籍，明朝政治人物。

## 生平
萬曆二十二年（1594年）甲午科四川鄉試第四十五名舉人，三十八年（1610年）中式庚戌科會試第二百七十四名，二甲第四十三名進士。工部觀政，授戶部江西司主事，四十年差管昌平粮儲，四十一年升陝西司員外郎，四十二年升廣東司郎中，同年升真定府知府，四十四年丁母憂。四十七年起補徽州府知府，天啟二年（1622年）正月升河南按察司副使、兵備睢陳，四年升湖廣布政使司右參政，五年三月改任貴州右參政兼按察司僉事、監督軍前事務，尋仍為湖廣湖北道參政，十一月升雲南按察使，六年四月改任湖廣按察使，仍分守湖北，十二月升雲南右布政使、兵備騰衝，崇禎三年（1630年）三月升雲南左布政使，仍管監軍道事。

## 家族
曾祖周榮富；祖父周資，壽官；父周蒲；母許氏。慈侍下。弟周運昌。子周鼎鉉、周玉鉉。